# Serhij Ałeksiejew
Serhij Ałeksiejew, ukr. Сергій Алексєєв; ros. Сергей Алексеев – Siergiej Aleksiejew (ur. 14 września 1958 w Żukowskij) – radziecki i ukraiński hokeista.

## Kariera
- SKA MWO Lipieck (1977-1978)
- SKA MWO Kalinin (1978-1979)
- Sokół Kijów (1978-1980)
- Dinamo Mińsk (1980-1981)
- Dinamo Charków (1981-1991)
- Unia Oświęcim (1991-1994)
- Dnipro Chersoń (2003/2004)
- Morżi Zaporoże (2008/2009)

Pochodził z Ukraińskiej SRR. Był wychowankiem klubu Wympieł w miejscu urodzenia – Żukowskij. W barwach ZSRR uczestniczył w turnieju mistrzostw Europy juniorów do lat 19 edycji 1975 w Grenoble.
W sezonie 1981/1982 grał w Dynamie Charków. Przed 1992 przez jeden sezon występował w Dynamie Mińsk. Występował także w lidze polskiej w barwach Unii Oświęcim w sezonach: 1991/1992, 1992/1993, 1993/1994.

## Sukcesy
Reprezentacyjne
- Złoty medal mistrzostw Europy juniorów do lat 19: 1975 z ZSRR

Klubowe
- Złoty medal mistrzostw Polski: 1992 z Unią Oświęcim
- Srebrny medal mistrzostw Polski: 1991, 1993, 1994 z Unią Oświęcim